# Mistrovství světa v jízdě na skibobech 2022
XXXXI. ročník Mistrovství světa v jízdě na skibobech 2022 se konal v rakouském středisku Stuhleck od 2. března do 6. března 2022. Na programu šampionátu byl závod v super G, obřím slalomu, slalomu a kombinaci a to v kategorii mužů a žen.

## Medailové pořadí zemí
| Pořadí | Země              | Zlato | Stříbro | Bronz | Celkově |
| ------ | ----------------- | ----- | ------- | ----- | ------- |
| 1.     | Česko (CZE)       | 6     | 3       | 3     | 12      |
| 2.     | Rakousko (AUT)    | 2     | 4       | 2     | 8       |
| 3.     | Lucembursko (LUX) | -     | 1       | 2     | 3       |
| 4.     | Švýcarsko (SUI)   | -     | -       | 1     | 1       |
|        | Celkem            | 8     | 8       | 8     | 24      |

## Medailisté

### Muži
| Disciplína  | Zlato                        | Stříbro                          | Bronz                            |
| ----------- | ---------------------------- | -------------------------------- | -------------------------------- |
| super G     | Joachim Knauß Rakousko (AUT) | Pavel Čiháček Česko (CZE)        | Markus Achleitner Rakousko (AUT) |
| obří slalom | Joachim Knauß Rakousko (AUT) | Pavel Čiháček Česko (CZE)        | Björn Walter Švýcarsko (SUI)     |
| slalom      | Pavel Čiháček Česko (CZE)    | Leonhard Wegmayr Rakousko (AUT)  | Pavel Hlaváč Česko (CZE)         |
| kombinace   | Pavel Čiháček Česko (CZE)    | Markus Achleitner Rakousko (AUT) | Pavel Hlaváč Česko (CZE)         |

### Ženy
| Disciplína  | Zlato                             | Stříbro                              | Bronz                                |
| ----------- | --------------------------------- | ------------------------------------ | ------------------------------------ |
| super G     | Aneta Havlíčková Česko (CZE)      | Kerstin Zoisterová Lucembursko (LUX) | Stanislava Preclíková Česko (CZE)    |
| obří slalom | Aneta Havlíčková Česko (CZE)      | Stanislava Preclíková Česko (CZE)    | Pia Zoisterová Rakousko (AUT)        |
| slalom      | Stanislava Preclíková Česko (CZE) | Pia Zoisterová Rakousko (AUT)        | Kerstin Zoisterová Lucembursko (LUX) |
| kombinace   | Stanislava Preclíková Česko (CZE) | Pia Zoisterová Rakousko (AUT)        | Kerstin Zoisterová Lucembursko (LUX) |